# Cordylomera ruficornis
Cordylomera ruficornis là một loài bọ cánh cứng trong họ Cerambycidae.